# Recurva postrema
Recurva postrema es una especie de platelmintos de agua dulce que habita la isla de Rodas, Grecia. R. postrema es la especie tipo del género Recurva.
El nombre específico hace referencia a la localización de su aparato copulador, que se encuentra en una posición muy posterior.

## Morfología
Los individuos de R. postrema son alargados y delgados. Presentan una cabeza redondeada con dos ojos. La faringe y el órgano copulador están situados en el extremo posterior del cuerpo.